# Пютсеп, Эдуард
Эдуард Пютсеп (эст. Eduard Pütsep; 21 октября 1898, Вастселийна, Верроский уезд, Лифляндская губерния, Прибалтийский край, Российская империя (ныне в уезде Вырумаа, Эстония) — 22 августа 1960, Куусамо, Финляндия) — российский и эстонский борец греко-римского стиля, чемпион Олимпийских игр, призёр чемпионатов мира и Европы, призёр чемпионата России.

## Биография
Начал занятия борьбой во время Первой мировой войны. Первый успех пришёл к борцу на 1-м чемпионате России по борьбе и гирям, прошедшем в Петрограде в феврале 1917 года, где Эдуард Пютсеп завоевал третье место . 
На Летних Олимпийских играх 1920 года в Антверпене боролся в лёгком весе. Схватка по регламенту турнира продолжалась два раунда по 10 минут, и если никто из борцов в течение этих раундов не тушировал соперника, назначался дополнительный раунд, продолжительностью 20 минут, и после него (или во время него) победа присуждалась по решению судей. В отдельных случаях для выявления победителя мог быть назначен ещё один дополнительный раунд, продолжительностью 10 минут. Однако после первого дня соревнований организаторы пришли к выводу, что при такой системе они не успеют провести соревнования, и время схватки сократили до одного 10-минутного раунда, в котором победить можно было только на туше и 15-минутного дополнительного раунда, после которого победа отдавалась по решению судей.  В лёгком весе борьбу за медали вел 21 спортсмен. Турнир проводился по системе с выбыванием после поражения; выигравшие во всех схватках проводили свой турнир за первое место, проигравшие чемпиону разыгрывали в своём турнире второе место, проигравшие проигравшим чемпиону разыгрывали в своём турнире третье место. 
| Круг          | Соперник        | Страна       | Результат | Основание | Время схватки |
| ------------- | --------------- | ------------ | --------- | --------- | ------------- |
| 1             | Анри Дьери      | Бельгия      | Победа    | По очкам  | 40:00         |
| 2             | Вильгельм Олсен | Норвегия     | Победа    | По очкам  | 25:00         |
| Четвертьфинал | Йозеф Беранек   | Чехословакия | Победа    | По очкам  | 26:02         |
| Полуфинал     | Хайки Какконен  | Финляндия    | Поражение | По очкам  | 25:00         |

В конечном итоге эстонский борец разделил с бельгийцем Сандером Буманом 4-5 места. 
В 1921 году борец выступил на чемпионате мира, где занял 4 место, и в 1922 году, проиграв Фритьофу Свенссону, остался на втором месте. В 1923 году победил на чемпионате стран Балтии. 
На Летних Олимпийских играх 1924 года в Париже боролся в весовой категории до 58 килограммов (легчайший вес). Правила соревнований вновь были изменены: турнир проводился по системе с выбыванием после двух поражений, а места распределялись соответственно количеству выигранных схваток. Схватка продолжалась 20 минут и если победитель не выявлялся в это время, назначался дополнительный 6-минутный раунд борьбы в партере. В категории боролись 25 спортсменов. 
| Круг  | Соперник         | Страна       | Результат | Основание | Время схватки |
| ----- | ---------------- | ------------ | --------- | --------- | ------------- |
| 1     | Пьер Слок        | Бельгия      | Победа    | Туше      | 4:00          |
| 2     | Вяйнё Иконен     | Финляндия    | Победа    | По очкам  | -             |
| 3     | Антонин Скоповый | Чехословакия | Победа    | По очкам  | -             |
| 4     | Ансельм Альфорс  | Финляндия    | Победа    | Туше      | 16:00         |
| 5     | Арманд Мадьяр    | Венгрия      | Победа    | По очкам  | -             |
| Финал | Зигфрид Ханссон  | Швеция       | Победа    | По очкам  | -             |

В 1927 году остался вторым на чемпионате Европы. 
На Летних Олимпийских играх 1928 года в Амстердаме выступал как в греко-римской, так и в вольной борьбе. 
В греко-римской борьбе боролся в наилегчайшем весе. В его категории, по системе выбывания после двух проигранных схваток, за награды боролись 19 спортсменов.
| Круг | Соперник            | Страна     | Результат | Основание | Время схватки |
| ---- | ------------------- | ---------- | --------- | --------- | ------------- |
| 1    | Джордж Миллер       | Люксембург | Победа    | Туше      | -             |
| 2    | Йоханесс ван Маарен | Нидерланды | Победа    | По очкам  | -             |
| 3    | Герман Андерсон     | Дания      | Поражение | Туше      | -             |
| 4    | Курт Лойхт          | Германия   | Победа    | По очкам  | -             |

По итогам соревнований остался шестым.
В вольной борьбе боролся в лёгком весе. В его категории за награды боролись 9 спортсменов, и Эдуард Пютсеп, проиграв в первой же схватке, прекратил выступления.
| Круг | Соперник      | Страна         | Результат | Основание | Время схватки |
| ---- | ------------- | -------------- | --------- | --------- | ------------- |
| 1    | Гарольд Ангус | Великобритания | Поражение | По очкам  | -             |

Продолжал выступления на соревнованиях до 1933 года, после чего работал главным тренером сборной Латвии по борьбе, включая Летние Олимпийские игры 1936 года. Во время Второй мировой войны перебрался в Финляндию, где продолжал тренерскую деятельность. Умер в 1960 году. 
С 1977 года в Выру проводится турнир по борьбе памяти Эдуарда Пютсепа. 